# New Extend Standard Architecture
New Extend Standard Architecture (NESA) は、Eバスとも略され、1990年に発売された、日本電気 (NEC) のPC-H98シリーズに搭載された32ビット高速バスである。
SV-H98シリーズや、同社のN5200シリーズ等にも用いられたが、それ以外での採用例は無い。

## 開発経緯
1985年に発表されたIntel 80386によって、1986年以降、従来16ビット幅の汎用データバスを使用していたIBM PC/ATやNECのPC-9800シリーズといったx86系プロセッサ搭載パーソナルコンピュータにおいては、汎用データバスおよびそれを用いる拡張スロットの32ビット化が喫緊の課題となりつつあった。
PC/AT互換機では、本家IBMがPS/2と共にリリースしたMCAと、互換機メーカーらによるEISAの戦いという形で現れ（EISAの記事の背景の節を参照）、最終的にはEISAの側に軍配が上がった。
PC-98シリーズの場合は、やや事情が異なっていた。同シリーズのオリジネイターであるNECが、アメリカ市場ではPC/AT互換機メーカーの1社としてEISAの開発に携わるという一種のねじれが生じていたため、結果としてEISAを研究し尽くした上で、EISAとの互換性に拘泥することなくさらに改良を加えたバスを開発できたのである。
NECはPC-98シリーズ用汎用32ビットバスを開発するに当たって、EISAに似たバス調停機能とリソース設定機能を備えつつ、EISAの欠点であったISA上位互換を実現するための非合理的な信号線配置についてはCバスとは全く異なる新型コネクタを採用することで克服するという、巧妙かつ中庸を得たデザインを採用した。それはEISAとMCAの双方について知悉し、また専用のインテリジェント・コントローラを自社で開発する技術力のあるNECだからこそ実現可能なアーキテクチャであった。
こうして、EISAから遅れること約1年、1990年1月に発表された高価なハイレゾグラフィック機能に対応するPC-H98 model 70に搭載される形で、NESAは市場デビューを果たした。

## 規格
- 各拡張ボードおよび周辺デバイスにはインテリジェントコントローラが搭載され、高度なバス調停機能と、NESA-FOと呼ばれるリソース自動設定機能を備える。
- レベルトリガ割り込み機能を持ち、各種デバイス間で割り込み信号線の共有が可能。
- 180本の接点で構成され、データ信号線3 - 4本おきに1つGNDと+5Vを配置、ノイズが発生しやすいクロック端子の脇にはGND線を置いて他の信号線との干渉を避けるなど、電気的に非常によく考えられた、耐ノイズ性能の高い構造になっている。
- 32ビットのアドレス空間、データバス幅を有する。
- 8メガヘルツ (MHz)で駆動され、33メガバイト毎秒 (Mbytes/sec) の理論最大転送帯域を有する[注 1]。
- 拡張ボード基板寸法は奥行き17センチメートル (cm)、幅15 cmの長方形で、部品実装面の厚さは最大2.5 cmが許容されている。
- 上下のCバススロットコネクタ間の空きスペースに配置する形で専用の32ビットバスコネクタ（Eバスコネクタ）を設け、Cバスボードとの互換性は全くないものの、同一拡張スロットを排他利用することが可能な構造になっている。90個の接点を持つ矩形のコネクタ2つを並べ、後に開発された98ローカルバスにおいて全く同じ物理形状のコネクタが使用されているが、それとの電気的な相互互換性は無い。
- 筐体を開けずに抜き差しできるようにブラケット部には引き抜き用のレバーが装着されている。

## NESA（Eバス）製品の例
NESAバスメモリ・SCSIボード・LANボードなどが存在した。H98用内蔵HDDユニットなどもSCSIホストアダプタ機能を備えていることがあるように、対象機種では内蔵HDDの専用スロットも一種のNESAバスであるが、ここではEバス形状を持つNESA製品の例を挙げる。

### PC-H98/SV-H98シリーズ向け
以下のほか、N5200シリーズ用などではハードウエア的には同等の製品であっても異なる型番で用意された。それらはNESA-FOまわりのファームウエアが異なるためH98では使用できず、逆にH98向けのNESA製品もN5200シリーズでは使用できない。
NESAバスメモリ
- PC-H98-B02 (NEC) - 2MB。PC-9801-61を1枚追加でき、最大4MB。
- PC-H98-B08 (NEC) - 4MB。PC-9801-61を2枚追加でき、最大8MB。

SCSIボード
- PC-H98-B03 (NEC) - 55ボードのNESA版相当。Windows 95/NT標準ドライバ対応。
- PC-H98-B12 (NEC) - NESAバスマスタ対応。PC-9801-92パラメータ互換でNEC以外のHDDにも対応した。Windows 95/NT標準ドライバ対応。
- PSB-H9310 (日本マイクロコンピュータ) - B03と同じDMA転送だが、より高速に動作する。

LANボード
- PC-H98-B04 (NEC) - 10base-2/5。Windows 95標準ドライバ対応。バッファ用メモリPC-H98-B07を追加可能。
- PC-H98-B09 (NEC) - 10base-5/T。Windows 95標準ドライバ対応。バッファ用メモリPC-H98-B07を追加可能。
- PC-H98-B10 (NEC) - 10base-2/5。Windows 95のほか、NTにも標準ドライバで対応。
- PC-H98-B11 (NEC) - 10base-5/T。Windows 95のほか、NTにも標準ドライバで対応。

その他
- PC-H98-B01 (NEC) - NESA-FOチップを搭載した自作基板。
- PC-H98-B05 (NEC) - 高速回線アダプタ。バッファ用メモリPC-H98-B07を追加可能。
- PC-H98-B06 (NEC) - Intel 860搭載CPUボード。
- PC-H98-B13 (NEC) - ビデオキャプチャボード。
- SV-H98-B01 (NEC) - プリンタボード。Windows NT標準ドライバ対応。
- PC-H98-U02 (NEC) - NESAバス増設ボックス。